# Заттлер, Бруно
Бруно Вильгельм Бертхольд Мартин Заттлер (нем. Bruno Wilhelm Berthold Martin Sattler, 17 апреля 1899, Шмаргендорф, Германская империя — 15 октября 1972, Лейпциг, ГДР) — штурмбаннфюрер СС, начальник гестапо в Белграде, сотрудник Главного управления имперской безопасности.

## Биография
Бруно Заттлер родился 17 апреля 1899 года. Участвовал в Первой мировой войне. В 1919 году окончил школу. Впоследствии изучал национальную экономику и ботанику. В 1920 году вступил в добровольческий корпус Эрхардта и принимал участие в Капповском путче. С 1922 года работал продавцом часов и серебряных изделий в берлинском торговом доме «Вертхайме». В 1928 году поступил на службу в уголовную полицию Берлина и вскоре стал комиссаром уголовной полиции. В 1931 году вступил в НСДАП (билет № 637954). С 1933 года был сотрудником гестапо. В том же году он был назначен руководителям отдела, в задачи которого входила слежка за социал-демократами и другими социалистическими профсоюзами. Кроме того, Заттлер был ответственным за убийство четырёх коммунистов, расстрелянных в начале 1934 года в Берлине.
После создания Главного управления имперской безопасности стал руководителем отдела IV A 2 (саботажники, борьба с саботажниками). В 1940 году занимался организацией изъятия документов международных социалистических организаций в Брюсселе. Как и другие сотрудники СД состоял в айнзацгруппах, где с сентября 1941 по январь 1942 года был ординарцем в зондеркоманде 7c. В начале 1942 года стал штурмбаннфюрером СС и получил чин директора уголовной полиции. В том же году возглавил ведомство гестапо в Белграде. На этой должности был ответственным за истребление 8000 сербских евреев в газвагенах. С декабря 1944 по апрель 1945 года служил в специальном штабе по отходу немецких войск из Венгрии.

### После войны
После войны бежал через Линц в Германию, где и скрывался под чужим именем. 11 августа 1947 года был арестован. В дальнейшем содержался в тюрьме НКВД в Берлине и в Москве. В 1949 году в кругу семьи он считался пропавшим без вести. 3 июля 1953 земельный суд Грайфсвальда приговорил его к пожизненному заключению за военные преступления, совершённые в Сербии. Через год его жена узнала о том, что её муж жив. 15 октября 1972 года умер в заключении при невыясненных обстоятельствах.